# Monterotondo Marittimo
Monterotondo Marittimo é uma comuna italiana da região da Toscana, província de Grosseto, com cerca de 1.243 (Cens. 2001) habitantes. Estende-se por uma área de 102,51 km², tendo uma densidade populacional de 12 hab/km². Faz fronteira com Castelnuovo di Val di Cecina (PI), Massa Marittima, Monteverdi Marittimo (PI), Montieri, Pomarance (PI), Suvereto (LI).

## Demografia
| Variação demográfica do município entre 1861 e 2011                               |
|                                                                                   |
| Fonte: Istituto Nazionale di Statistica (ISTAT) - Elaboração gráfica da Wikipedia |